# Arbeit plus
Arbeit Plus ist ein seit 1999 bundesweit vergebenes Arbeitsplatzsiegel. Es ist eine Auszeichnung für sozial nachhaltige Unternehmenspolitik und innovative Beschäftigungspolitik nach Auffassung des Verleihers. Trägerin ist die Evangelische Kirche in Deutschland. Den Vorsitz des Vergabegremiums hat der Vorsitzende des Rates der Evangelischen Kirchen in Deutschland.

## Vergabeverfahren
Verantwortlich für das Prüfverfahren ist das Institut für Wirtschafts- und Sozialethik (IWS) an der Philipps-Universität Marburg. Ergänzend zu der Auswertung von Fragebögen, die sowohl Vertreter der Geschäftsleitung als auch Vertreter der Arbeitnehmer bearbeiten, werden Interviews geführt.
Das IWS legt dem Vergabegremium einen abschließenden Bericht vor, der grundlegend für die Entscheidung der Mitglieder ist:
- Wolfgang Huber (Vorsitz) Ratsvorsitzender der EKD
- Peter Clever, Mitglied der Hauptgeschäftsführung der Bundesvereinigung der Deutschen Arbeitgeberverbände (BDA)
- Regina Görner, Geschäftsführendes Vorstandsmitglied der IG Metall
- Winfried Hamel, Lehrstuhl für Unternehmensführung, Organisation und Personal, Universität Düsseldorf
- Hubertus Schmoldt, bis 2009 Vorsitzender der IG Bergbau, Chemie, Energie (IG BCE)

Die Kosten für die Prüfung trägt das auftraggebende Unternehmen.

## Kriterien
Mit dem Siegel sollen zukunftsweisende Beschäftigungsmodelle aufgezeigt und ausgezeichnet werden. Indikatoren für überdurchschnittliche Beiträge zur Beschäftigungspolitik werden unter anderem in der arbeitsvertraglichen Beschäftigung älterer Menschen oder Menschen mit einer schweren Behinderung gesehen. Darüber hinaus werden etwa Gesundheitsschutz, Förderung von Teilzeitbeschäftigung oder Maßnahmen der Frauenförderung begutachtet. Weitere Indikatoren können z. B. die Praxis betrieblicher Mitbestimmung oder die materielle Mitarbeiterbeteiligung sein. Die ausgezeichneten Unternehmen können nach Vergabe zwei Jahre lang mit dem Siegel werben, danach müssen sie sich erneut um das Siegel bewerben und werden vom IWS ausführlich (20 Indikatoren) geprüft.

## Kirche und Wirtschaft
Die Vergabe eines Arbeitsplatzsiegels durch die EKD spiegelt auch nach eigenem Bekunden deren Versuch wider, die (Beschäftigungs-)Politik von Unternehmen zu beeinflussen und sich langfristig als Dialogpartner der Wirtschaft zu empfehlen.

## Liste der ausgezeichneten Unternehmen
- Allianz SE Sachversicherungsgruppe Deutschland (München)
- Bayer MaterialScience AG
- BERA PERSONALdienstleistungen
- Berliner Volksbank
- Bewag AG & Co KG
- Caritas Betriebsführungs- und Trägergesellschaft mbH
- Debeka Versicherungen a. G.
- Deutsche Kreditbank AG
- DEVK-Versicherungen
- Diehl Zeitarbeit
- DINEA Gastronomie GmbH
- Dr. A. Oetker Nahrungsmittel
- dvg Hannover Datenverarbeitungsgesellschaft
- ETHICON GmbH
- Evangelisches Johanneswerk e.V.
- Federnwerke Marienberg
- Flughafen München GmbH
- Fraport AG
- Homag Holzbearbeitungssysteme AG
- Hamburgische Landesbank Girozentrale
- KH-Zeitarbeit GmbH
- Kreissparkasse Gelnhausen
- Kreissparkasse Köln
- Kreissparkasse Ludwigsburg
- Martin-Luther-Stiftung (Hanau)
- MCM Klosterfrau Vertriebsgesellschaft mbH
- NOSTRA Verbund-Werkstatt GmbH
- Plansecur Unternehmensgruppe
- (pro) curatio GmbH
- Roche Diagnostics GmbH
- Sagem Orga GmbH
- Schreiner Group GmbH & Co. KG
- Sick AG
- Silbitz Guss GmbH
- Sozial-Holding der Stadt Mönchengladbach GmbH
- Sparkasse KölnBonn
- Sparkasse Vogtland
- Stahlwerk Thüringen GmbH
- START Zeitarbeit NRW GmbH
- Trimet Aluminium AG
- VAW Aluminium AG
- Willi Sauer GmbH & Co. KG Tief- und Straßenbau
- Wittenstein AG